# Dom marzeń (program telewizyjny)
Dom marzeń – polski program telewizyjny typu reality show oparty na brytyjskim formacie „Building the Dream”, emitowany na antenie TVN w latach 2016–2017. Jego prowadzącą była Urszula Chincz.

## Zasady programu
Główną nagrodą dla zwycięzców był dom o wartości 2,5 mln złotych, w pierwszej edycji o powierzchni 315 m². Nagrodą dla pary, która zdobyła drugie miejsce był voucher o wartości 100 000 złotych do marketu OBI.
W pierwszym sezonie dom budowany był w Starej Wsi (powiat pruszkowski), zaś w drugim w podwarszawskim Wilanowie.
Na początku każdego tygodnia wybierana była para z tytułem team leadera, która posiadała immunitet do końca tygodnia oraz dowodziła całym zespołem. Uczestnicy w ciągu kilkunastu tygodni musieli wybudować wspólnymi siłami wcześniej zaprojektowany dom, będący główną nagrodą programu. Pod koniec każdego odcinka przez tajne głosowanie decydowali, która para powinna opuścić program. Gdy jedna z par otrzymała przeważającą liczbę głosów, opuszczała program, lecz przed tym miała prawo do skorzystania z tzw. drugiej szansy, która polegała na wyciągnięciu jednego z kilku kluczy i próbie otworzenia drzwi. Gdy para wybrała prawidłowy klucz, pozostawała w programie. W przypadku remisu decyzję w sprawie opuszczenia programu podejmowali team leaderzy, i w tej sytuacji prawo skorzystania z „drugiej szansy” nie było możliwe. Dwie finałowe pary były wybierane na półfinałowej kolacji przez wyeliminowanych wcześniej uczestników.
W finale pozostawały 2 pary, natomiast zwycięska z nich była wyłaniana poprzez głosowanie SMS-owe telewidzów.

## Spis serii
| Edycja | Edycja | Odcinki    | Sezon     | Premiera        | Finał            | Pora emisji  | Średnia oglądalność |
| ------ | ------ | ---------- | --------- | --------------- | ---------------- | ------------ | ------------------- |
|        | 1.     | 1–11 (11)  | lato 2016 | 25 czerwca 2016 | 31 sierpnia 2016 | sobota 20.00 | 875 tys.            |
|        | 2.     | 12–23 (12) | lato 2017 | 14 czerwca 2017 | 30 sierpnia 2017 | środa 20.55  | 898 tys.            |

## Uczestnicy

### Pierwsza edycja
| Miejsce | Uczestnicy                           |
| ------- | ------------------------------------ |
| 1.      | Marzena i Richard Mitan-Abelowie     |
| 2.      | Patrycja Parzych i Robert Grabowski  |
| 3.      | Aleksandra Stępień i Piotr Gromek    |
| 4.      | Ewa i Robert Gałatowie               |
| 5.      | Aleksandra i Rafał Melichowie        |
| 6.      | Grzegorz i Iwona Pietrzakowie        |
| 7.      | Bogusław i Magda Madejowie           |
| 8.      | Agnieszka Soboń i Jarosław Stężewicz |
| 9.      | Filip Misiewicz i Tomasz Kok         |
| 10.     | Aleksandra i Adam Nowakowie          |

### Druga edycja
| Miejsce | Uczestnicy                                |
| ------- | ----------------------------------------- |
| 1.      | Klaudia Nasiadka i Maciej Wolanin         |
| 2.      | Marta Mikołajczyk i Damian Urbanek        |
| 3.      | Joanna i Cezary Rąpałowie                 |
| 4.      | Sylwia i Mirosław Madejowie               |
| 5.      | Małgorzata i Michał Mularczykowie         |
| 6.      | Karol i Sylwia Wilczakowie                |
| 7.      | Agnieszka i Tomasz Jagielscy              |
| 8.      | Monika Wajgert i Dawid Stefanowski        |
| 9.      | Natalia Szczecina i Wojciech Skrzydłowski |
| 10.     | Joanna Wojdan i Zbyszek Hryń              |

## Oglądalność
Na podstawie badań przeprowadzonych przez Nielsen Audience Measurement.
Podane liczby dotyczą wyłącznie oglądalności premiery telewizyjnej – nie uwzględniają oglądalności powtórek, wyświetleń w serwisach wideo na życzenie (np. Playerze) itd.
| Edycja | Odcinek                   | Odcinek                     | Odcinek                   | Odcinek         | Odcinek         | Odcinek         | Odcinek           | Odcinek                     | Odcinek            | Odcinek                    | Odcinek                      | Odcinek            | Średnia |
| Edycja | 1                         | 2                           | 3                         | 4               | 5               | 6               | 7                 | 8                           | 9                  | 10                         | 11                           | 12                 | Średnia |
| ------ | ------------------------- | --------------------------- | ------------------------- | --------------- | --------------- | --------------- | ----------------- | --------------------------- | ------------------ | -------------------------- | ---------------------------- | ------------------ | ------- |
| I      | 999 356 (25 czerwca 2016) | 1 073 482 (2 lipca 2016)    | 954 244 (9 lipca 2016)    | (16 lipca 2016) | (23 lipca 2016) | (30 lipca 2016) | (6 sierpnia 2016) | (13 sierpnia 2016)          | (20 sierpnia 2016) | 988 396 (27 sierpnia 2016) | (31 sierpnia 2016)           | —                  | 874 672 |
| II     | 560 831 (14 czerwca 2017) | 1 008 075 (21 czerwca 2017) | 811 060 (28 czerwca 2017) | (5 lipca 2017)  | (12 lipca 2017) | (19 lipca 2017) | (26 lipca 2017)   | 1 022 076 (2 sierpnia 2017) | (9 sierpnia 2017)  | 951 687 (16 sierpnia 2017) | 1 077 517 (23 sierpnia 2017) | (30 sierpnia 2017) | 898 458 |